# Muret (Haute-Garonne)
Cet article possède un paronyme, voir Murat.
Pour les articles homonymes, voir Muret.
Muret (Murèth [mu'rɛt] en occitan gascon) est une commune française située dans le nord du département de la Haute-Garonne, dont elle est une des sous-préfectures, en région Occitanie.
Sur le plan historique et culturel, la commune est dans le Pays toulousain, qui s’étend autour de Toulouse le long de la vallée de la Garonne, bordé à l’ouest par les coteaux du Savès, à l’est par ceux du Lauragais et au sud par ceux de la vallée de l’ Ariège et du Volvestre. Exposée à un climat océanique altéré, elle est drainée par la Garonne, la Louge, le canal de Saint-Martory, le Touch, l'Ousseau, le Roussimort, le ruisseau de la Saudrune, le ruisseau de l'Aussau et par divers autres petits cours d'eau. La commune possède un patrimoine naturel remarquable : un site Natura 2000 (« Garonne, Ariège, Hers, Salat, Pique et Neste »), un espace protégé (« la Garonne, l'Ariège, l'Hers Vif et le Salat ») et cinq zones naturelles d'intérêt écologique, faunistique et floristique.
Muret est une commune urbaine qui compte 25 653 habitants en 2022, après avoir connu une forte hausse de la population depuis 1962. Elle est dans l'agglomération toulousaine et fait partie de l'aire d'attraction de Toulouse. c'est la 5e commune la plus peuplée de Haute-Garonne. Ses habitants sont appelés les Muretains.
Muret est généralement connue pour la bataille de Muret (1213) et comme le lieu de naissance de Clément Ader (1841-1925), inventeur et pionnier de l'aviation. C'est aussi sur les terres de cette commune que vécut longtemps la famille Niel dont Adolphe Niel, maréchal de France et ministre de la Guerre, est issu. Muret a aussi eu un député devenu président de la république sous la Quatrième République,  en la personne de Vincent Auriol.
Le patrimoine architectural de la commune comprend cinq immeubles protégés au titre des monuments historiques : l'église Saint-Jacques, classée en 1928 puis inscrit en 1935, puis en 2005, une maison, inscrite en 1940, le château de Rudelle, inscrit en 1979, le parc Clément-Ader, inscrit en 1999, et le château de Cadeilhac, inscrit en 1999.

## Géographie

### Localisation
La commune de Muret se trouve dans le département de la Haute-Garonne au sud de Toulouse, en région Occitanie.
Sur le plan historique et culturel, Muret fait partie du pays toulousain, une ceinture de plaines fertiles entrecoupées de bosquets d'arbres, aux molles collines semées de fermes en briques roses, inéluctablement grignotée par l'urbanisme des banlieues.
Elle se situe à 19 km à vol d'oiseau et à 23 km par la route de Toulouse, préfecture du département.
Les communes les plus proches sont : 
Saubens (2,8 km), Seysses (4,3 km), Villate (4,5 km), Eaunes (4,9 km), Pins-Justaret (5,1 km), Roquettes (5,4 km), Saint-Hilaire (5,7 km), Labarthe-sur-Lèze (6,1 km).
Muret est limitrophe de douze autres communes.
| Lamasquère, Saint-Clar-de-Rivière, Labastidette | Seysses  | Roques, Saubens           |
| Lherm                                           | Muret    | Villate                   |
| Saint-Hilaire                                   | Le Fauga | Eaunes, Beaumont-sur-Lèze |

### Géologie et relief
La commune est établie sur la première terrasse de la Garonne dans sa partie rive gauche et sa rive droite est surplombée par un talus abrupt qui entaille profondément la molasse de l’ère tertiaire. Elle a une superficie de 5 784 hectares ce qui en fait la troisième plus grande superficie de la Haute-Garonne et a une altitude qui varie entre 152 et 305 mètres.

### Hydrographie

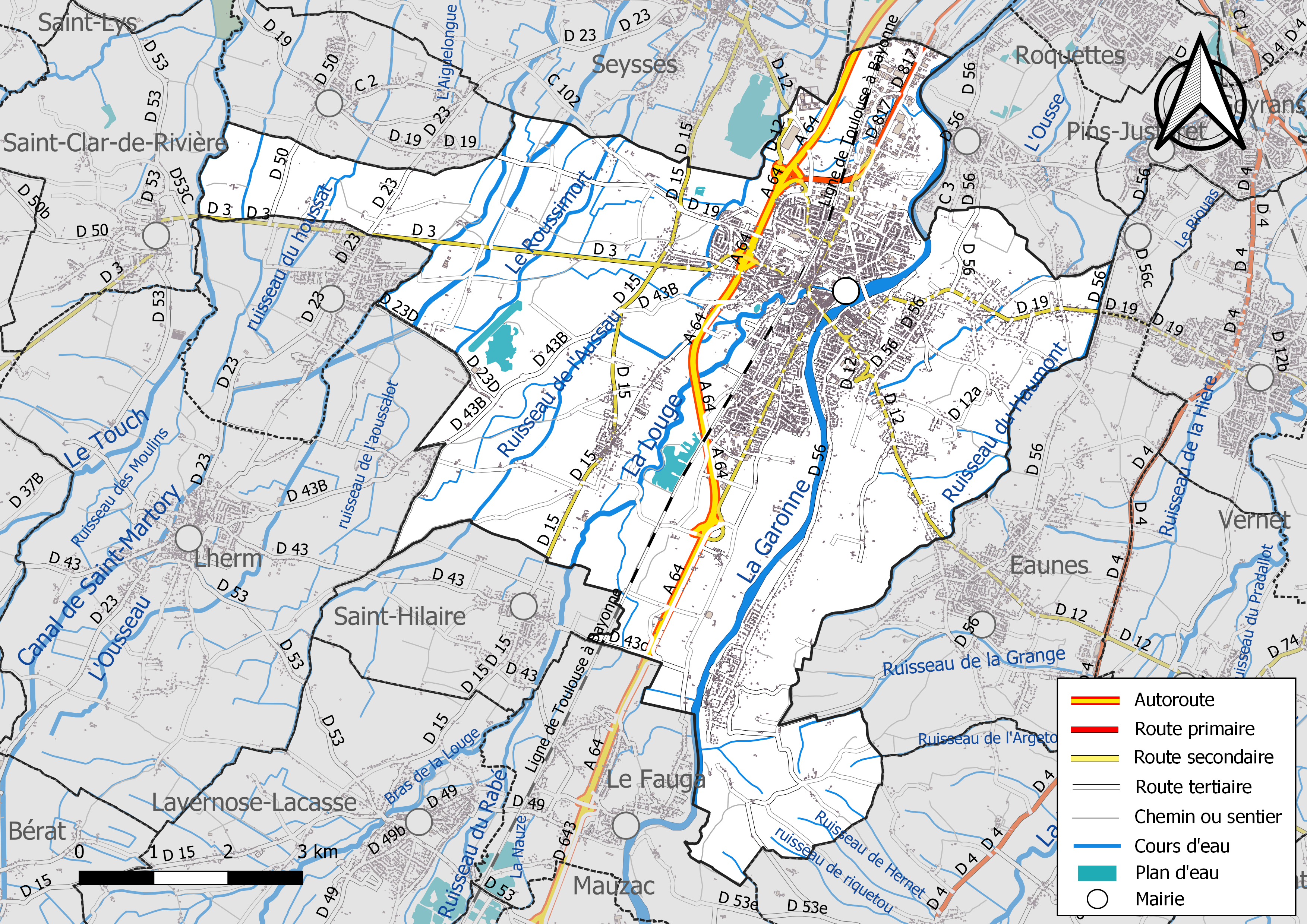
Réseaux hydrographique et routier de Muret.

La commune est dans le bassin de la Garonne, au sein du bassin hydrographique Adour-Garonne. Elle est drainée par la Garonne, la Louge, le canal de Saint-Martory, le Touch, l'Ousseau, le Roussimort, le ruisseau de la Saudrune, le ruisseau de l'Aussau, le ruisseau du Haumont, l'Ousse, le ruisseau de la Grange, le ruisseau des Barradous, le ruisseau du houssat, et par un petit cours d'eau, constituant un réseau hydrographique de 83 km de longueur totale,.
La Garonne est un fleuve principalement français prenant sa source en Espagne et qui coule sur 529 km avant de se jeter dans l’océan Atlantique.
La Louge, d'une longueur totale de 100 km, prend sa source dans la commune de Villeneuve-Lécussan et s'écoule du sud-ouest vers le nord-est. Elle se jette dans la Garonne sur le territoire communal, après avoir traversé 34 communes.
Le canal de Saint-Martory, d'une longueur totale de 71,2 km, prend sa source dans la commune de Saint-Martory et s'écoule du sud-ouest vers le nord-est. Il traverse la commune et se jette dans la Garonne à Toulouse, après avoir traversé 19 communes.
Le Touch, d'une longueur totale de 74,5 km, prend sa source dans la commune de Lilhac et s'écoule du sud-ouest vers le nord-est. Il traverse la commune et se jette dans la Garonne à Blagnac, après avoir traversé 29 communes.
L'Ousseau, d'une longueur totale de 26,2 km, prend sa source dans la commune de Lherm et s'écoule du sud-ouest vers le nord-est. Il traverse la commune et se jette dans le Touch à Tournefeuille, après avoir traversé 10 communes.
Le Roussimort, d'une longueur totale de 15,8 km, prend sa source dans la commune et s'écoule du sud-ouest vers le nord-est. Il traverse la commune et se jette dans le ruisseau de la Saudrune à Portet-sur-Garonne, après avoir traversé 6 communes.
Le ruisseau de la Saudrune, d'une longueur totale de 18,5 km, prend sa source dans la commune et s'écoule vers le nord-est. Il traverse la commune et se jette dans la Garonne à Toulouse, après avoir traversé 7 communes.
Le ruisseau de l'Aussau, d'une longueur totale de 11,9 km, prend sa source dans la commune de Lavernose-Lacasse et s'écoule du sud-ouest vers le nord-est. Il se jette dans la Louge sur le territoire communal, après avoir traversé 4 communes.
Le ruisseau du Haumont, d'une longueur totale de 11,5 km, prend sa source dans la commune d'Eaunes et s'écoule du sud-ouest vers le nord-est. Il traverse la commune et se jette dans l'Ariège à Pins-Justaret, après avoir traversé 5 communes.

### Climat
Pour des articles plus généraux, voir Climat de l'Occitanie et Climat de la Haute-Garonne.
En 2010, le climat de la commune est de type climat du Bassin du Sud-Ouest, selon une étude s'appuyant sur une série de données couvrant la période 1971-2000. En 2020, Météo-France publie une typologie des climats de la France métropolitaine dans laquelle la commune est exposée à un climat océanique altéré et est dans la région climatique Aquitaine, Gascogne, caractérisée par une pluviométrie abondante au printemps, modérée en automne, un faible ensoleillement au printemps, un été chaud (19,5 °C), des vents faibles, des brouillards fréquents en automne et en hiver et des orages fréquents en été (15 à 20 jours).
Pour la période 1971-2000, la température annuelle moyenne est de 13,3 °C, avec une amplitude thermique annuelle de 16 °C. Le cumul annuel moyen de précipitations est de 685 mm, avec 8,4 jours de précipitations en janvier et 5,2 jours en juillet. Pour la période 1991-2020, la température moyenne annuelle observée sur la station météorologique la plus proche, située sur la commune de Cugnaux à 9 km à vol d'oiseau, est de 14,3 °C et le cumul annuel moyen de précipitations est de 635,7 mm,. Pour l'avenir, les paramètres climatiques de la commune estimés pour 2050 selon différents scénarios d'émission de gaz à effet de serre sont consultables sur un site dédié publié par Météo-France en novembre 2022.

### Milieux naturels et biodiversité

#### Espaces protégés
La protection réglementaire est le mode d’intervention le plus fort pour préserver des espaces naturels remarquables et leur biodiversité associée,.
Un  espace protégé est présent sur la commune : 
« la Garonne, l'Ariège, l'Hers Vif et le Salat », objet d'un arrêté de protection de biotope, d'une superficie de 1 658,7 ha.

#### Réseau Natura 2000

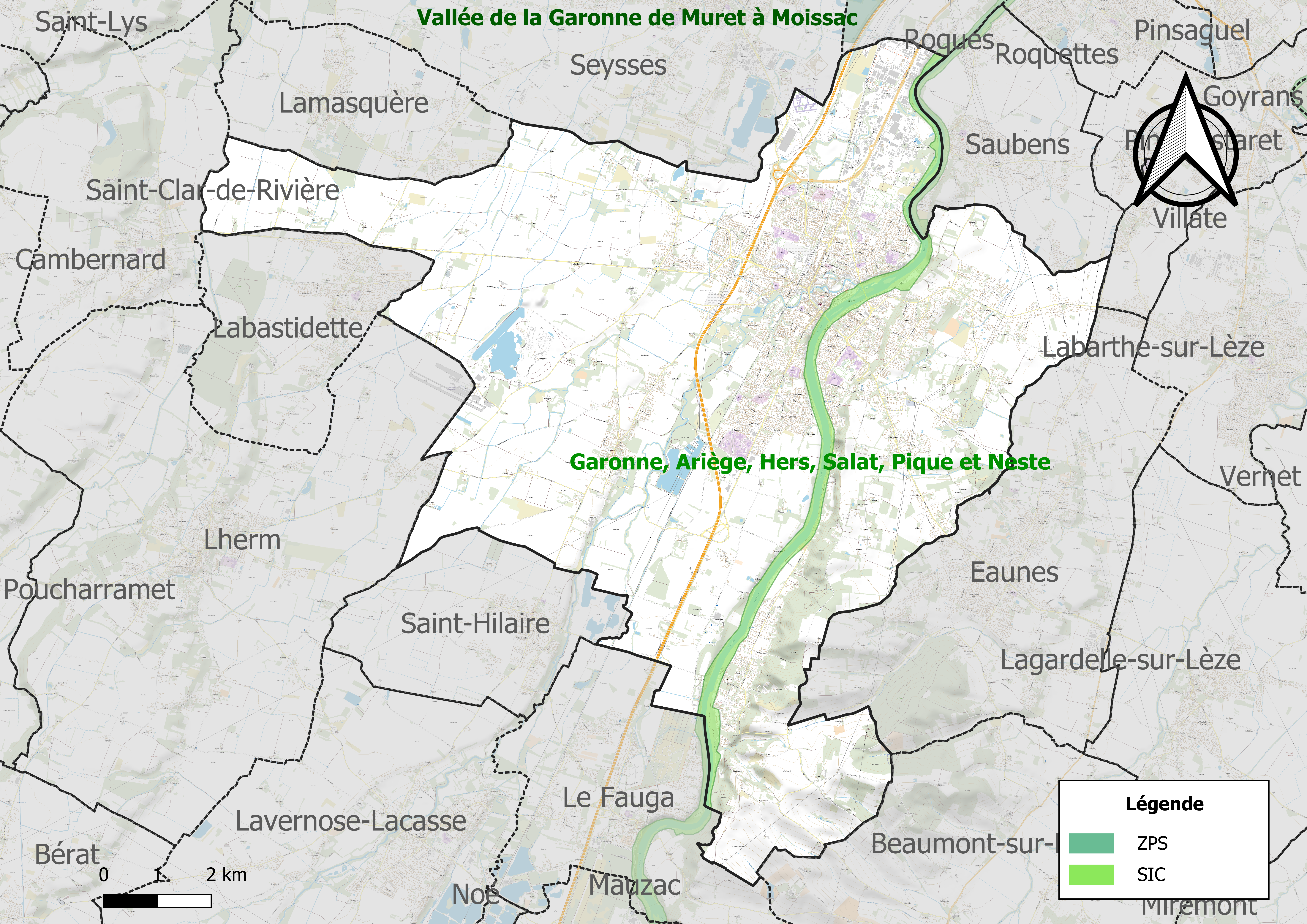
Site Natura 2000 sur le territoire communal.

Le réseau Natura 2000 est un réseau écologique européen de sites naturels d'intérêt écologique élaboré à partir des directives habitats et oiseaux, constitué de zones spéciales de conservation (ZSC) et de zones de protection spéciale (ZPS).
Un site Natura 2000 a été défini sur la commune au titre de la directive habitats : « Garonne, Ariège, Hers, Salat, Pique et Neste », d'une superficie de 9 581 ha, un réseau hydrographique pour les poissons migrateurs (zones de frayères actives et potentielles importantes pour le Saumon en particulier qui fait l'objet d'alevinages réguliers et dont des adultes atteignent déjà Foix sur l'Ariège.

#### Zones naturelles d'intérêt écologique, faunistique et floristique

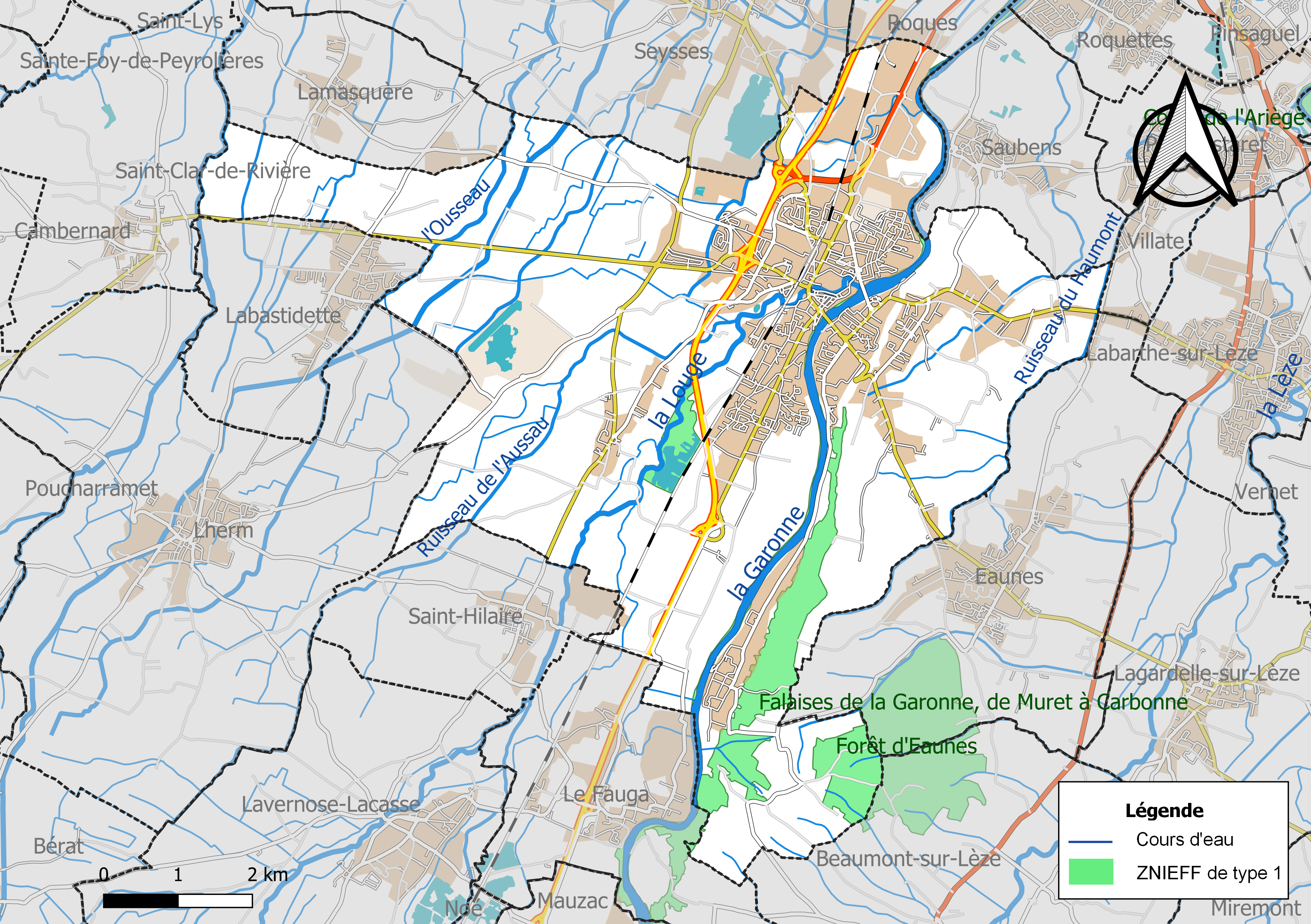
Carte des ZNIEFF de type 1 localisées sur la commune.

L’inventaire des zones naturelles d'intérêt écologique, faunistique et floristique (ZNIEFF) a pour objectif de réaliser une couverture des zones les plus intéressantes sur le plan écologique, essentiellement dans la perspective d’améliorer la connaissance du patrimoine naturel national et de fournir aux différents décideurs un outil d’aide à la prise en compte de l’environnement dans l’aménagement du territoire.
Quatre ZNIEFF de type 1 sont recensées sur la commune :
- les « falaises de la Garonne, de Muret à Carbonne » (525 ha), couvrant 8 communes du département[30] ;
- la « forêt d'Eaunes » (377 ha), couvrant 3 communes du département[31] ;
- « la Garonne de Montréjeau jusqu'à Lamagistère » (5 075 ha), couvrant 92 communes dont 63 dans la Haute-Garonne, trois en Lot-et-Garonne et 26 en Tarn-et-Garonne[32] ;
- la « ripisylve et lac du Four de Louge » (54 ha)[33] ;

et une ZNIEFF de type 2, : 
« la Garonne et milieux riverains, en aval de Montréjeau » (6 874 ha), couvrant 93 communes dont 64 dans la Haute-Garonne, trois en Lot-et-Garonne et 26 en Tarn-et-Garonne.

## Urbanisme

### Typologie
Au 1er janvier 2024, Muret est catégorisée centre urbain intermédiaire, selon la nouvelle grille communale de densité à sept niveaux définie par l'Insee en 2022.
Elle appartient à l'unité urbaine de Toulouse, une agglomération inter-départementale regroupant 81  communes, dont elle est une commune de la banlieue,,. Par ailleurs la commune fait partie de l'aire d'attraction de Toulouse, dont elle est une commune de la couronne,. Cette aire, qui regroupe 527 communes, est catégorisée dans les aires de 700 000 habitants ou plus (hors Paris),.

### Occupation des sols

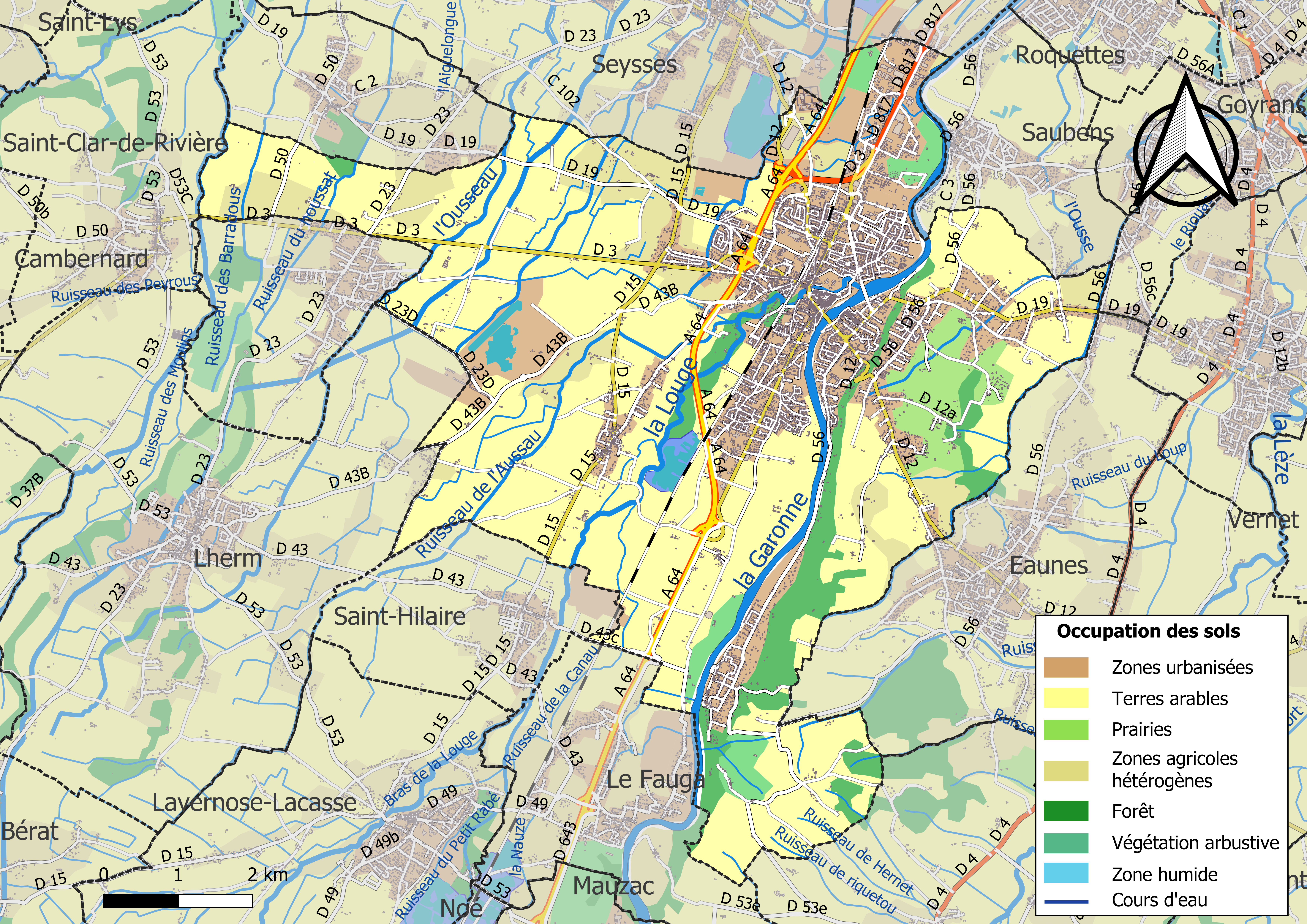
Carte des infrastructures et de l'occupation des sols de la commune en 2018 (CLC).

L'occupation des sols de la commune, telle qu'elle ressort de la base de données européenne d’occupation biophysique des sols Corine Land Cover (CLC), est marquée par l'importance des territoires agricoles (63,9 % en 2018), en diminution par rapport à 1990 (68,8 %). La répartition détaillée en 2018 est la suivante : 
terres arables (52,1 %), zones urbanisées (17,2 %), zones agricoles hétérogènes (9,5 %), forêts (6,6 %), zones industrielles ou commerciales et réseaux de communication (4 %), espaces verts artificialisés, non agricoles (2,5 %), milieux à végétation arbustive et/ou herbacée (2,5 %), eaux continentales (2,4 %), prairies (2,3 %), mines, décharges et chantiers (0,9 %). L'évolution de l’occupation des sols de la commune et de ses infrastructures peut être observée sur les différentes représentations cartographiques du territoire : la carte de Cassini (XVIIIe siècle), la carte d'état-major (1820-1866) et les cartes ou photos aériennes de l'IGN pour la période actuelle (1950 à aujourd'hui).

### Morphologie urbaine
La commune est assez dense (près de 450 habitants par km2) pour la troisième plus grande superficie de la Haute-Garonne. Cela signifie donc qu'il n'y a que peu d'espaces inhabités sur le territoire communal. Celui est composé d'un centre-ville, ainsi que de plusieurs hameaux, tels que :
- Ox, ancienne commune située au sud-ouest du centre-ville, aujourd'hui rattachée à Muret ;
- Estantens, hameau situé au sud-est de la ville en rive droite de la Garonne;
- Cupidou, hameau du nord-est de la ville ;
- Les Carrètes, hameau situé en face d'Estantens en rive gauche de la Garonne.

### Logement
En 2014, le nombre total de logements dans la commune était de 11 904, alors qu'il était de 10 745 en 2009.
Parmi ces logements, 91,3 % étaient des résidences principales, 0,7 % des résidences secondaires et 8 % des logements vacants. Ces logements étaient pour 53,8 % d'entre eux des maisons individuelles et pour 45,9 % des appartements.
La proportion des résidences principales, propriétés de leurs occupants était de 49,2 %, en hausse par rapport à 2009 (46,1 %). La part de logements HLM loués vides était de 19,6 % en 2014, en baisse par rapport à 2009 (24 %), leur nombre diminuant de 2 405 à 2 126.

### Projets d'aménagements
Porte des Pyrénées un projet de pôle d’activités diverses situés au sud de la commune sur plusieurs hectares ainsi qu'un nouveau collège.

### Voies de communication et transports

#### Voies de communication
Muret est accessible par les sorties  33 - Muret Z. I. Sud,  34 - Muret et  35 - Muret-nord de l'autoroute A64, traversant la commune du nord au sud et reliant Toulouse à Bayonne.
La commune est traversée par la route départementale 817 (ex-route nationale 117), qui relie sur son parcours historique Toulouse à Bayonne via Tarbes. On compte également la route départementale 15, qui relie Toulouse à Gratens, ainsi que la route départementale 3, qui relie le centre-ville au département du Gers au niveau de la commune de Monès. On compte également les routes départementales 12, 19, 23, 50 et 56 qui traversent la commune.

#### Transports
Muret compte une gare SNCF, la gare de Muret, située sur la ligne de Toulouse à Bayonne, desservie par le réseau TER Occitanie.
La gare de Muret, située en centre-ville, est le terminus de quatorze lignes du réseau Tisséo : la ligne 117 vers la station Basso Cambo du métro de Toulouse, les lignes 301 à 306 vers les différents quartiers de Muret, la ligne 310 vers le lieu-dit Estantens, la 311 vers la gare de Portet via Villate, la 312 vers Saint-Clar-de-Rivière, la 313 vers Le Fauga, la 314 vers Eaunes, la 315 vers Saint-Lys, la 316 vers la gare de Portet via Labarthe-sur-Lèze et le 317 vers la gare de Portet via Roquettes et Saubens. La gare est également le terminus de la ligne 321 du réseau Arc-en-Ciel qui mène à Fonsorbes, de la ligne 324 qui mène à Pouy-de-Touges et de la ligne 325 qui mène à Auterive.
Le centre-ville de Muret est également desservi par la ligne 58 du réseau Tisséo qui mène à la station Basso Cambo du métro de Toulouse en partant du lycée Pierre-d'Aragon, et par les lignes 359, 361, 364 et 380 du réseau Arc-en-Ciel qui mènent à la gare routière de Toulouse depuis respectivement Montesquieu-Volvestre, Le Fousseret, Rieumes et Cazères.
Muret est située à 26 km de l'aéroport Toulouse-Blagnac. La commune compte l'aérodrome de Muret-Lherm (avions de tourisme) et l'aéroport de Francazal (avions d'affaires) est situé à 9 km.

### Risques naturels et technologiques
La commune est située en zone inondable, du fait du passage de la Garonne et de certains de ses affluents (Louge, ruisseau de l'Aussau...) sur la commune. On compte également un risque important de mouvements de terrain, de retrait-gonflement des sols argileux, ainsi qu'un risque très faible de séismes (1/5).
Des canalisations de gaz naturel passent sur la commune et peuvent représenter un risque. On compte quelque 15 installations industrielles sur la commune, dont une classée Seveso. Il existe également de nombreux anciens sites industriels sur la commune, ceux-ci pouvant également représenter un risque.

## Toponymie
« Le petit rempart » ou « la petite place-forte »[réf. nécessaire].

## Histoire

### Préhistoire

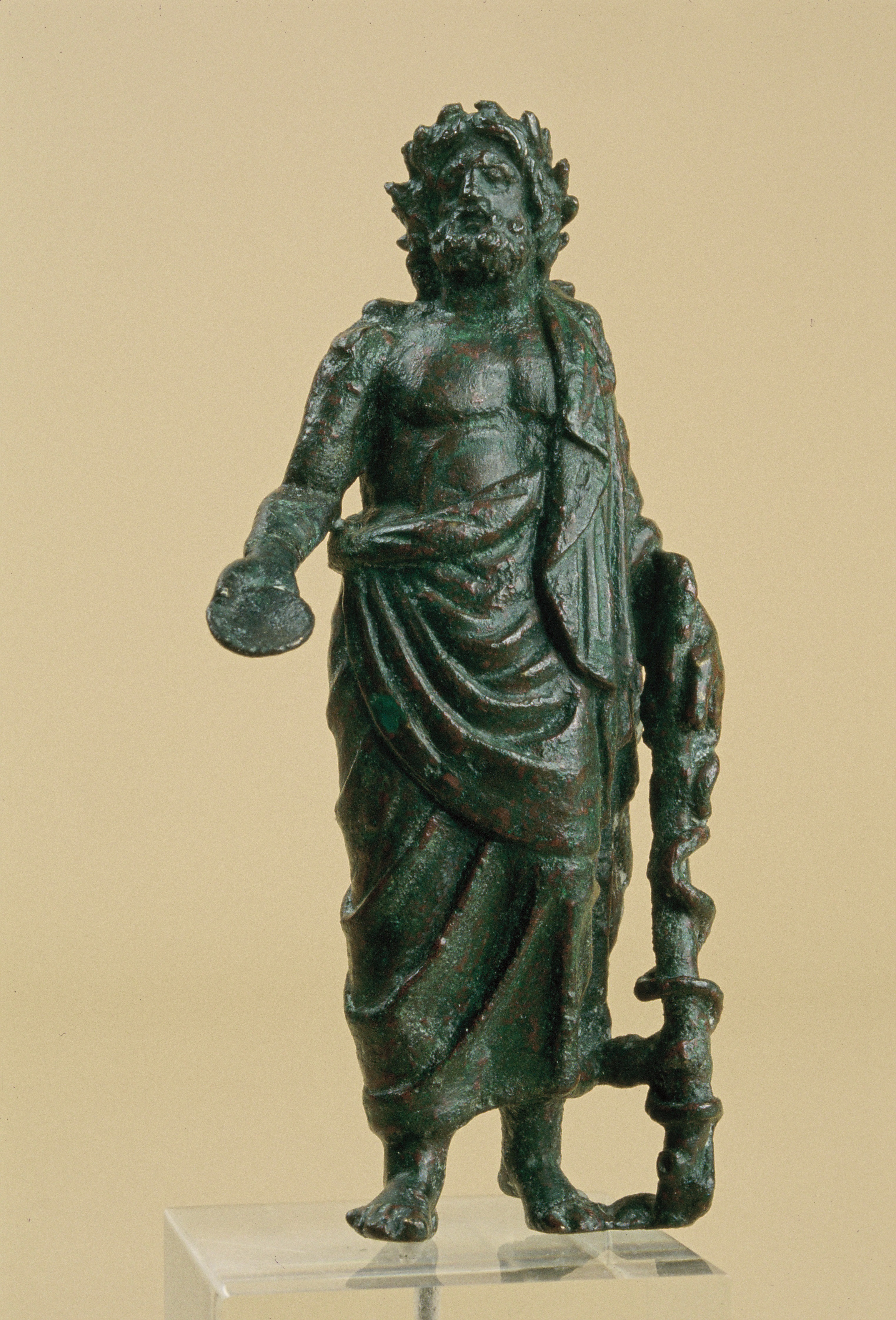
Statuette romaine en bronze représentant Esculape, découverte à Muret et conservée au musée Saint-Raymond.
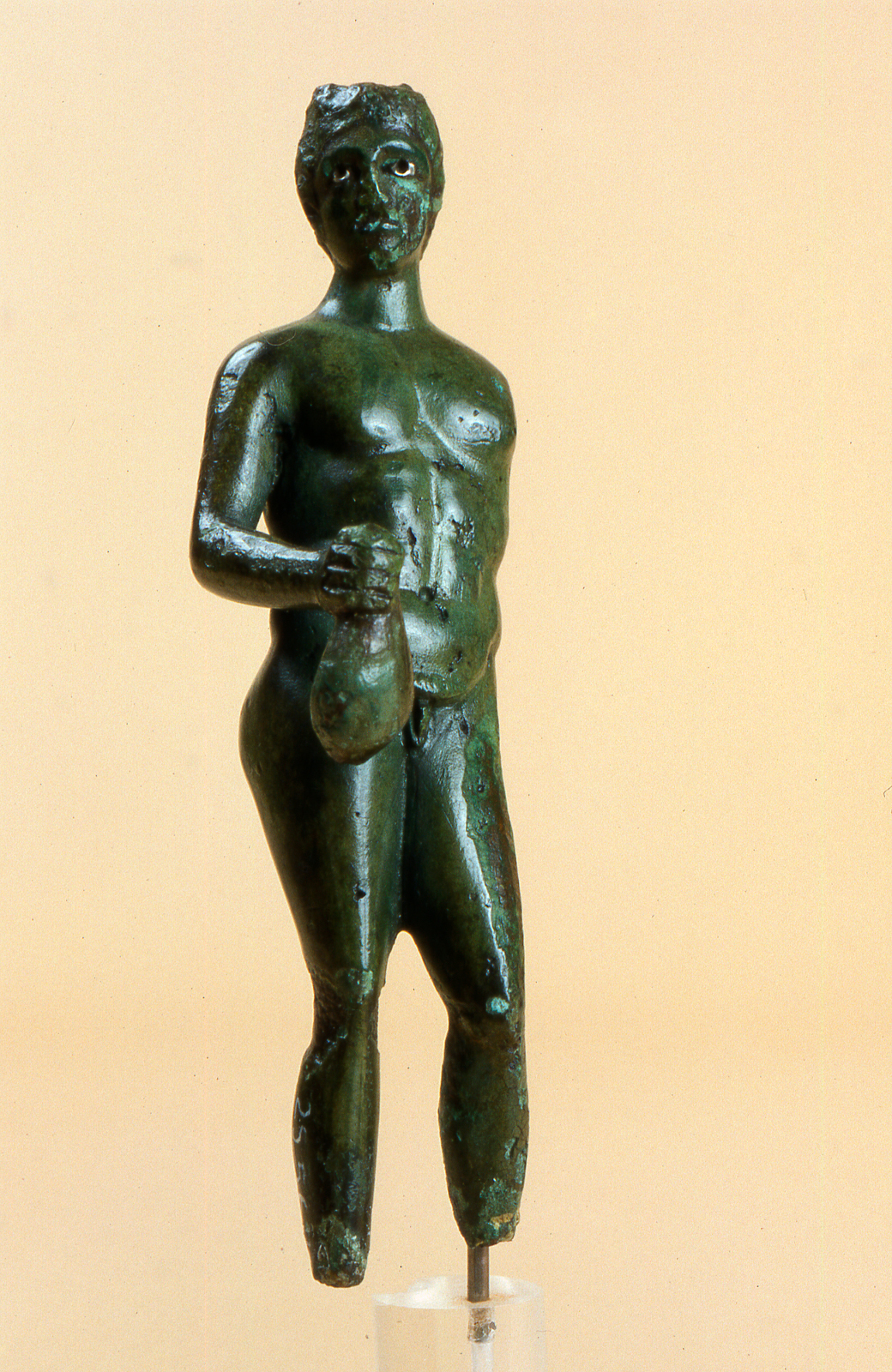
Statuette romaine en bronze représentant Mercure, découverte à Muret et conservée au musée Saint-Raymond.

Différentes découvertes d’archéologues locaux permettent de penser que le territoire de Muret était peuplé dès la période du néolithique : un fond de cabane datant environ de 4000 av. J.-C. ayant été mis au jour au nord de la cité. Différents objets de l’âge du cuivre, environ 3 000 à 2500 av. J.-C. ; puis du bronze, à partir de 1700 av. J.-C. indiquent ici la permanence du peuplement.

### Antiquité
Le chemin du Bazert, suggère l'emplacement d'un ancien autel, dédié au dieu ibéro-aquitain Baeserte, de même qu'à Bazet.
Une série de fours à briques gallo-romains datant du Ier siècle de notre ère est implantée le long de la rive droite de la Garonne. Une villa occupait le site de l’actuel centre-ville ; entourée de murs de protection elle avait pris le nom de Murellum qui est devenu Murel puis Muret au Moyen Âge.

### Moyen Âge
Muret est intégré au Comté de Comminges à la suite du mariage de Bernard Ier de Comminges avec Diaz de Muret vers 1114.
Le 12 septembre 1213, Muret entre dans l'Histoire. Ce jour-là, une bataille changea les horizons de part et d'autre de la frontière pyrénéenne et vit basculer le destin de l'Occitanie. À une époque où les entités féodales (notamment le comte de Toulouse et ses alliés) croient encore pouvoir jouer un rôle dans la maîtrise des espaces méridionaux sur les deux versants des Pyrénées, les seigneurs du Nord de la France, lancés dans la croisade contre les Albigeois, tentent de s'imposer dans le sud et d'éradiquer le Catharisme.
C'est à Muret, le 12 septembre 1213, que le roi Pierre II d'Aragon venu en renfort des forces occitanes locales, perd la vie. Cette défaite des troupes occitano-aragonaises annonça l'annexion du Languedoc à la couronne de France et la fin du catharisme.

### Révolution française
Muret servit de base aux forces contre-révolutionnaires pendant l'Insurrection royaliste de thermidor/fructidor an VII.

### Seconde Guerre mondiale
Pour la période 1939-1945 voir : 

## Politique et administration

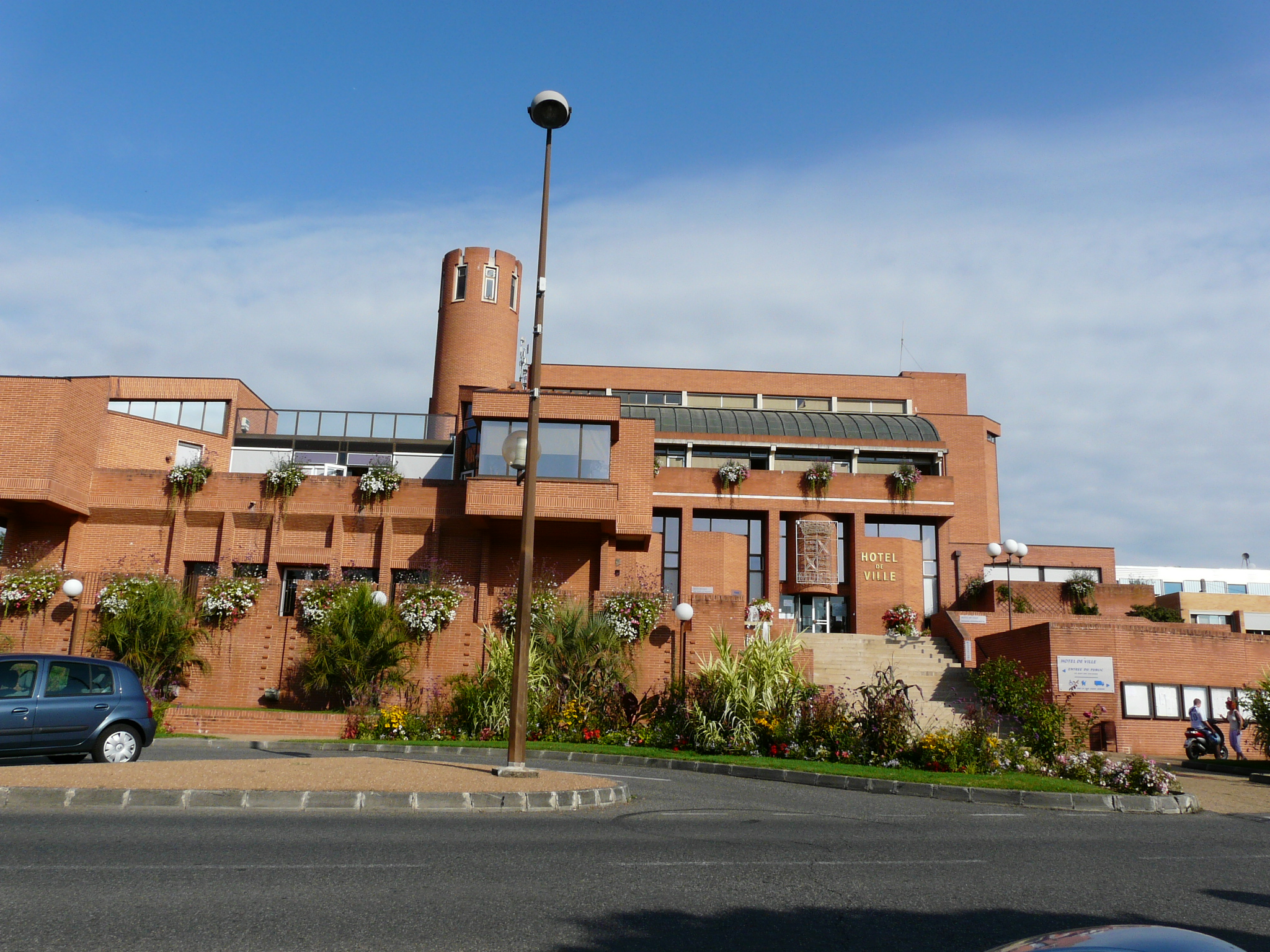
La mairie en 2008.

### Administration municipale
Le nombre d'habitants au recensement de 2017 étant compris entre 20 000 habitants et 29 999 habitants, le nombre de membres du conseil municipal pour l'élection de 2020 est de trente-cinq,.

### Rattachements administratifs et électoraux
Commune faisant partie de la Septième circonscription de la Haute-Garonne, de la communauté d'agglomération Le Muretain Agglo et du canton de Muret.

### Liste des maires
| Période                                  | Période  | Identité                   | Étiquette | Qualité |
| ---------------------------------------- | -------- | -------------------------- | --------- | --- |
| Les données manquantes sont à compléter. |          |                            |           | |
| 1925                                     | 1940     | Vincent Auriol             | SFIO      | Avocat et journaliste ; fondateur du Midi Socialiste Député (1914-1940) Conseiller général du canton de Carbonne (1925-1940)                                               |
| 1940                                     | 1944     | Henri Peyrusse (1897-1970) | SFIO      | Nommé membre du Conseil départemental en 1943 |
| 1944                                     | 1947     | Vincent Auriol             | SFIO      | député (1943-1947) Conseiller général du canton de Carbonne (1945-1946) président de la République de 1947 à 1954                                                          |
| 1947                                     | 1953     | Henri Peyrusse             | SFIO      | |
| 1953                                     | 1989     | Jacques Douzans            | DVD       | Ancien Sous-Préfet Conseiller général du canton de Muret (1955-1979) député (1958-1962, 1968-1973)                                                                         |
| 1989                                     | 1995     | Hélène Mignon              | PS        | Docteur en médecine spécialisée en dermatologie Ancienne adjointe au maire de Seysses Conseillère générale du canton de Muret (1979-1992) Députée (1988-1993 et 1997-2007) |
| 1995                                     | 2008     | Alain Barrès               | UDF-UMP   | Cardiologue Ancien député (1995-1997), président de la CAM (2004-2008) Conseiller général du canton de Muret (1992-1998)                                                   |
| 2008                                     | En cours | André Mandement            | PS        | Président du Muretain Agglo depuis 2008 |

### Politique environnementale
Dans son palmarès 2016, le Conseil national de villes et villages fleuris de France a renouvelé son attribution de deux fleurs à la commune au Concours des villes et villages fleuris.

### Instances judiciaires et administratives
Les juridictions compétentes pour la commune de Muret sont le tribunal d'instance de Muret, le tribunal de grande instance de Toulouse, la cour d'appel de Toulouse, le tribunal pour enfants de Toulouse, le conseil de prud'hommes de Toulouse, le tribunal de commerce de Toulouse, le tribunal administratif de Toulouse et la cour administrative d'appel de Bordeaux.

### Jumelages
- Monzón (Espagne)

## Démographie
L'évolution du nombre d'habitants est connue à travers les recensements de la population effectués dans la commune depuis 1793. Pour les communes de plus de 10 000 habitants les recensements ont lieu chaque année à la suite d'une enquête par sondage auprès d'un échantillon d'adresses représentant 8 % de leurs logements, contrairement aux autres communes qui ont un recensement réel tous les cinq ans,.

En 2022, la commune comptait 25 653 habitants, en évolution de +1,77 % par rapport à 2016 (Haute-Garonne : +8,02 %, France hors Mayotte : +2,11 %).
| 1793  | 1800  | 1806  | 1821  | 1831  | 1836  | 1841  | 1846  | 1851  |
| ----- | ----- | ----- | ----- | ----- | ----- | ----- | ----- | ----- |
| 3 000 | 3 258 | 3 284 | 3 286 | 3 787 | 3 972 | 4 000 | 4 308 | 4 196 |

| 1856  | 1861  | 1866  | 1872  | 1876  | 1881  | 1886  | 1891  | 1896  |
| ----- | ----- | ----- | ----- | ----- | ----- | ----- | ----- | ----- |
| 4 125 | 4 130 | 4 050 | 3 852 | 3 956 | 4 056 | 4 145 | 4 142 | 4 064 |

| 1901  | 1906  | 1911  | 1921  | 1926  | 1931  | 1936  | 1946  | 1954  |
| ----- | ----- | ----- | ----- | ----- | ----- | ----- | ----- | ----- |
| 3 911 | 3 712 | 3 654 | 3 218 | 3 482 | 3 725 | 4 013 | 4 368 | 5 204 |

| 1962  | 1968   | 1975   | 1982   | 1990   | 1999   | 2006   | 2011   | 2016   |
| ----- | ------ | ------ | ------ | ------ | ------ | ------ | ------ | ------ |
| 6 693 | 13 039 | 14 778 | 15 844 | 18 134 | 20 735 | 23 622 | 24 085 | 25 207 |

| 2021   | 2022   | - | - | - | - | - | - | - |
| ------ | ------ | - | - | - | - | - | - | - |
| 25 060 | 25 653 | - | - | - | - | - | - | - |

| selon la population municipale des années : | 1968 | 1975 | 1982 | 1990 | 1999 | 2006 | 2009 | 2013 |
| Rang de la commune dans le département      | 2    | 3    | 3    | 3    | 4    | 4    | 4    | 4    |
| Nombre de communes du département           | 592  | 582  | 586  | 588  | 588  | 588  | 589  | 589  |

## Économie

### Revenus
En 2018  (données Insee publiées en septembre 2021), la commune compte 10 984 ménages fiscaux, regroupant 24 664 personnes. La médiane du revenu disponible par unité de consommation est de 21 280 € (23 140 € dans le département). 49 % des ménages fiscaux sont imposés (55,3 % dans le département).

### Emploi
|                | 2008  | 2013   | 2018   |
| -------------- | ----- | ------ | ------ |
| Commune        | 8,6 % | 10,4 % | 11,5 % |
| Département    | 7,7 % | 9,6 %  | 9,3 %  |
| France entière | 8,3 % | 10 %   | 10 %   |

En 2018, la population âgée de 15 à 64 ans s'élève à 15 825 personnes, parmi lesquelles on compte 72,5 % d'actifs (61 % ayant un emploi et 11,5 % de chômeurs) et 27,5 % d'inactifs,. Depuis 2008, le taux de chômage communal (au sens du recensement) des 15-64 ans est supérieur à celui de la France et du département.
La commune fait partie de la couronne de l'aire d'attraction de Toulouse, du fait qu'au moins 15 % des actifs travaillent dans le pôle,. Elle compte 12 734 emplois en 2018, contre 12 490 en 2013 et 11 203 en 2008. Le nombre d'actifs ayant un emploi résidant dans la commune est de 9 765, soit un indicateur de concentration d'emploi de 130,4 % et un taux d'activité parmi les 15 ans ou plus de 56,4 %.
Sur ces 9 765 actifs de 15 ans ou plus ayant un emploi, 3 613 travaillent dans la commune, soit 37 % des habitants. Pour se rendre au travail, 78 % des habitants utilisent un véhicule personnel ou de fonction à quatre roues, 9 % les transports en commun, 8,4 % s'y rendent en deux-roues, à vélo ou à pied et 4,5 % n'ont pas besoin de transport (travail au domicile).

### Activités hors agriculture

#### Secteurs d'activités
2 546 établissements sont implantés  à Muret au 31 décembre 2019. Le tableau ci-dessous en détaille le nombre par secteur d'activité et compare les ratios avec ceux du département,.
| Secteur d'activité                                                                                        | Commune | Commune | Département |
| Secteur d'activité                                                                                        | Nombre  | %       | %           |
| --- | ------- | ------- | ----------- |
| Ensemble                                                                                                  | 2 546   | 100 %   | (100 %)     |
| Industrie manufacturière, industries extractives et autres                                                | 128     | 5 %     | (5,7 %)     |
| Construction                                                                                              | 337     | 13,2 %  | (12 %)      |
| Commerce de gros et de détail, transports, hébergement et restauration                                    | 642     | 25,2 %  | (25,9 %)    |
| Information et communication                                                                              | 61      | 2,4 %   | (4,1 %)     |
| Activités financières et d'assurance                                                                      | 93      | 3,7 %   | (3,8 %)     |
| Activités immobilières                                                                                    | 86      | 3,4 %   | (4,2 %)     |
| Activités spécialisées, scientifiques et techniques et activités de services administratifs et de soutien | 395     | 15,5 %  | (19,8 %)    |
| Administration publique, enseignement, santé humaine et action sociale                                    | 584     | 22,9 %  | (16,6 %)    |
| Autres activités de services                                                                              | 220     | 8,6 %   | (7,9 %)     |

Centre de détention de Muret
Le secteur du commerce de gros et de détail, des transports, de l'hébergement et de la restauration est prépondérant sur la commune puisqu'il représente 25,2 % du nombre total d'établissements de la commune (642 sur les 2546 entreprises implantées  à Muret), contre 25,9 % au niveau départemental.

#### Entreprises et commerces
Les cinq entreprises ayant leur siège social sur le territoire communal qui génèrent le plus de chiffre d'affaires en 2020 sont : 
- Societe Etienne Lacroix Tous Artifices, fabrication de produits explosifs (68 815 k€) ;
- Clinique D'occitanie, activités hospitalières (42 976 k€) ;
- Alliance Auto Industrie, commerce de gros d'équipements automobiles (41 629 k€) ;
- Generale Automobile Muretaine - Gam, commerce de voitures et de véhicules automobiles légers (39 986 k€) ;
- Auto Real RN 20, commerce de voitures et de véhicules automobiles légers (32 042 k€) ;
- Mecaprotec, activités de traitement par métaux lourds de pièces aéronautiques.

Muret constitue une véritable centralité dans le bassin de vie et d'activité du Muretain, à proximité de Toulouse. Son tissu économique stable est composé principalement de petites et moyennes entreprises et industries couvrant de nombreux secteurs d'activités. La compétence Développement économique est exercée par la Communauté d'Agglomération du Muretain, qui développe et consolide le tissu économique local, aide à la création d’entreprises au profit de l'emploi.
Muret possède des réserves foncières importantes essentiellement situées sur les zones d'activités du territoire.
Porte de Muret : 20 hectares situés au nord de la ville, à la sortie de l'échangeur de l'A64.
- Cap Clément Ader / Les Bonnets : attenante à l'aérodrome d'affaires de Muret-Lherm, avec en son centre, le karting international.
- Joffrery : 97 hectares à l'entrée nord de Muret.
- Marclan : 35 hectares au nord de la ville.
- Sans soucis : 16 hectares en limite nord de la ville.

### Agriculture
La commune est dans « les Vallées », une petite région agricole consacrée à la polyculture sur les plaines et terrasses alluviales qui s’étendent de part et d’autre des sillons marqués par la Garonne et l’Ariège. En 2020, l'orientation technico-économique de l'agriculture  sur la commune est la culture de céréales et/ou d'oléoprotéagineuses.
|               | 1988  | 2000  | 2010 | 2020  |
| ------------- | ----- | ----- | ---- | ----- |
| Exploitations | 112   | 60    | 45   | 43    |
| SAU (ha)      | 2 519 | 2 334 | nd   | 2 615 |

Le nombre d'exploitations agricoles en activité et ayant leur siège dans la commune est passé de 112 lors du recensement agricole de 1988  à 60 en 2000 puis à 45 en 2010 et enfin à 43 en 2020, soit une baisse de 62 % en 32 ans. Le même mouvement est observé à l'échelle du département qui a perdu pendant cette période 57 % de ses exploitations,. La surface agricole utilisée sur la commune a quant à elle augmenté, passant de 2 519 ha en 1988 à 2 615 ha en 2020. Parallèlement la surface agricole utilisée moyenne par exploitation a augmenté, passant de 22 à 61 ha.

### Industrie
- Groupe Étienne Lacroix artificier
- Laboratoires Pierre Fabre plateforme logistique du groupe pharmaceutique
- Éditions Hubert
- Mecaprotec Industries aéronautique
- Soplami[57].

### Services
- 3e Régiment du Matériel : Régiment du matériel français
- Centre de détention de Muret, spécialisé dans les longues peines. Dans ce centre était détenu Bertrand Cantat, du 28 septembre 2004[58] au 15 octobre 2007[58] pour l'homicide de sa compagne, l'actrice Marie Trintignant[58].
- Centre Hospitalier[59].

### Infrastructures
- Aérodrome de Muret-Lherm ;
- Gare de Muret ;
- Pont d'Eaunes et pont de l'Europe franchissant la Garonne ;
- Émetteur TDF.

### Personnalités liées à la commune
- Saint Germier, évêque de Toulouse (vers l'an 691), bâtit un monastère à Ox, hameau faisant partie de Muret ;
- Pierre II d'Aragon, vers (1174, 1176-1213), roi de la couronne d'Aragon-Catalogne mort à la bataille de Muret. Un lycée de la ville porte son nom ;
- Gérard de Faidit, serait né à Muret à une date inconnue, devient évêque de Montauban en 1424, puis de Saint-Lizier en 1425.
- Jeanne de Montégut-Ségla, (1709-1752), poétesse, apporte en dot un château sur la commune de Muret qui devient le château de Montégut-Ségla[60];
- Jean Laviguerie (1746-1802), député aux États généraux y est né ;
- Nicolas Dalayrac (1753-1809), compositeur d'opéras comiques y est né ;
- Guillaume Bonnecarrère, (1754-1825), homme politique est né à Muret ;
- Charles de Rémusat (1797-1875), homme politique et philosophe, député de Muret ;
- Gustave Azerm, (1798-1867), député est mort à Muret ;
- Famille Niel ;
  - Adolphe Niel (1802-1869), maréchal de France (1859) et ministre de la Guerre de Napoléon III, inhumé au cimetière de Muret ;
  - Léopold Niel (1846-1918), fils du maréchal, général de brigade (1897), fut inhumé à Muret comme ses parents et ses cousins, les Niel (de Brioudes) ;
  - Charles Niel (1837-1918), homme politique y est mort ;
- Frédéric Petit, (1810-1865), astronome est né à Muret ;
- Clément Ader (1841-1925), inventeur, inhumé au cimetière de Muret ;
- Raymond Leygues, (1850-1929), homme politique est mort à Muret ;
- Guillaume Ibos (1860-1952), ténor y est né ;
- Commandant Joseph Bernard Audibert Montalegre (1873-1921), est né à Muret et mort à Beuthen (Pologne) durant la mission de Maintien de la paix en Haute-Silésie, pour séparer les milices polonaises et allemandes, plusieurs casernes lui rendent hommage en portant son nom ;
- Vincent Auriol (1884-1966), maire de Muret (1925), premier président de la IVe République, et son épouse, Michelle (1896-1979), inhumés au cimetière de Muret ;
- Albert van Schendel (1912-1990), et Antoon van Schendel, (1910-1990), coureurs cycliste sont morts à Muret ;
- Jacques Douzans, (1914-1995), homme politique est mort à Muret ;
- Mirès Vincent (1916-2006), comédienne est morte à Muret ;
- Louis-Noël Belaubre, (1932-2017), pianiste et compositeur y est né ;
- Roger Jeanmarie, (1936-2020), trompettiste d'orchestre est à Muret ;
- Robert Redeker, (1954-), philosophe, fit ses études secondaires au lycée de Muret (1971-1974) ;
- Éric Fraj, (1956-), chanteur essentiellement en occitan et enseignant au lycée Pierre d'Aragon[61].;
- Christian Jeanpierre (1965-), journaliste sportif sur TF1, présentateur de Téléfoot ;[réf. souhaitée]
- Manon André (1986-), joueuse internationale de rugby à XV y est née ;
- Sébastien Pradalier, soldat du 3e Régiment du Matériel de Muret, multiple médaillé aux Jeux Invictus.

### Héraldique
| Blason de Muret | Blason  | Écartelé d'argent à deux fasces crénelées d'azur et de gueules à quatre otelles d'argent adossées et posées en sautoir. |
| Blason de Muret | Détails | Le statut officiel du blason reste à déterminer.                                                                        |

## Monuments et lieux touristiques

### Monuments historiques

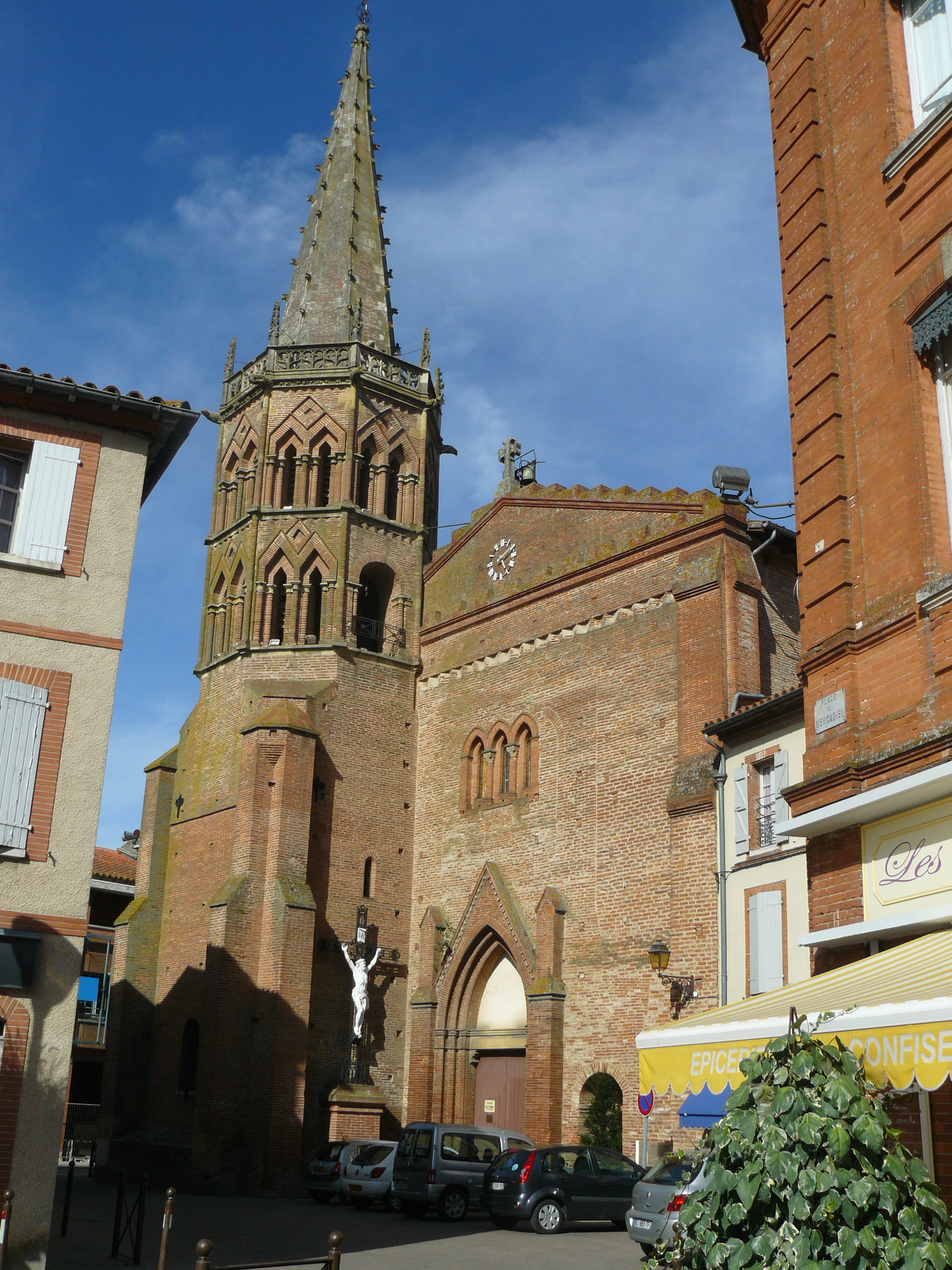
Eglise Saint-Jacques

- L'église Saint-Jacques de Muret, principal monument de la ville : elle fut édifiée au XIIe siècle grâce aux comtes de Comminges qui firent de Muret leur résidence principale. Elle est remaniée et agrandie aux XIVe et XVe siècles. Son clocher octogonal de type toulousain est particulièrement remarquable. Il est classé dès 1928. En 1538-1548, un grand chœur voûté fut ajouté au bout de la nef gothique lambrissée. Son décor est restauré après les déprédations de la Révolution, sous le Premier Empire, dans un style néo-classique et des chapelles latérales sont édifiées.
- Maison de 1823, 30 rue Clément-Ader
- Le parc Clément-Ader
- Le château de Cadeilhac
- Le château de Rudelle sont inscrits sur la liste des monuments historiques[63].
- Château de Montégut-Ségla[64], où vécut Jeanne de Montégut-Ségla[65].

La Liste des monuments historiques de la Haute-Garonne les recense, organisée par commune.

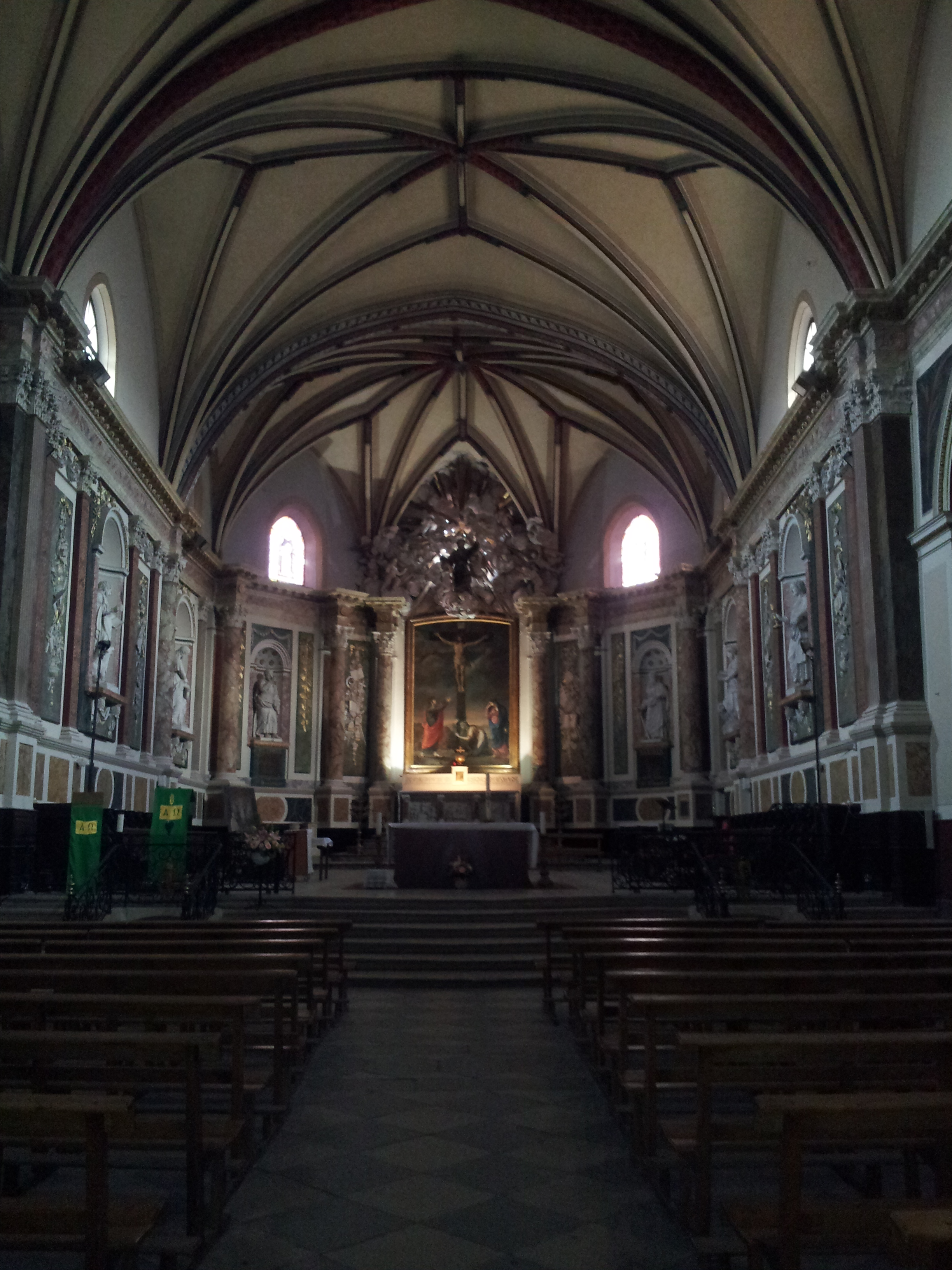
Église Saint-Jacques : nef et chœur.
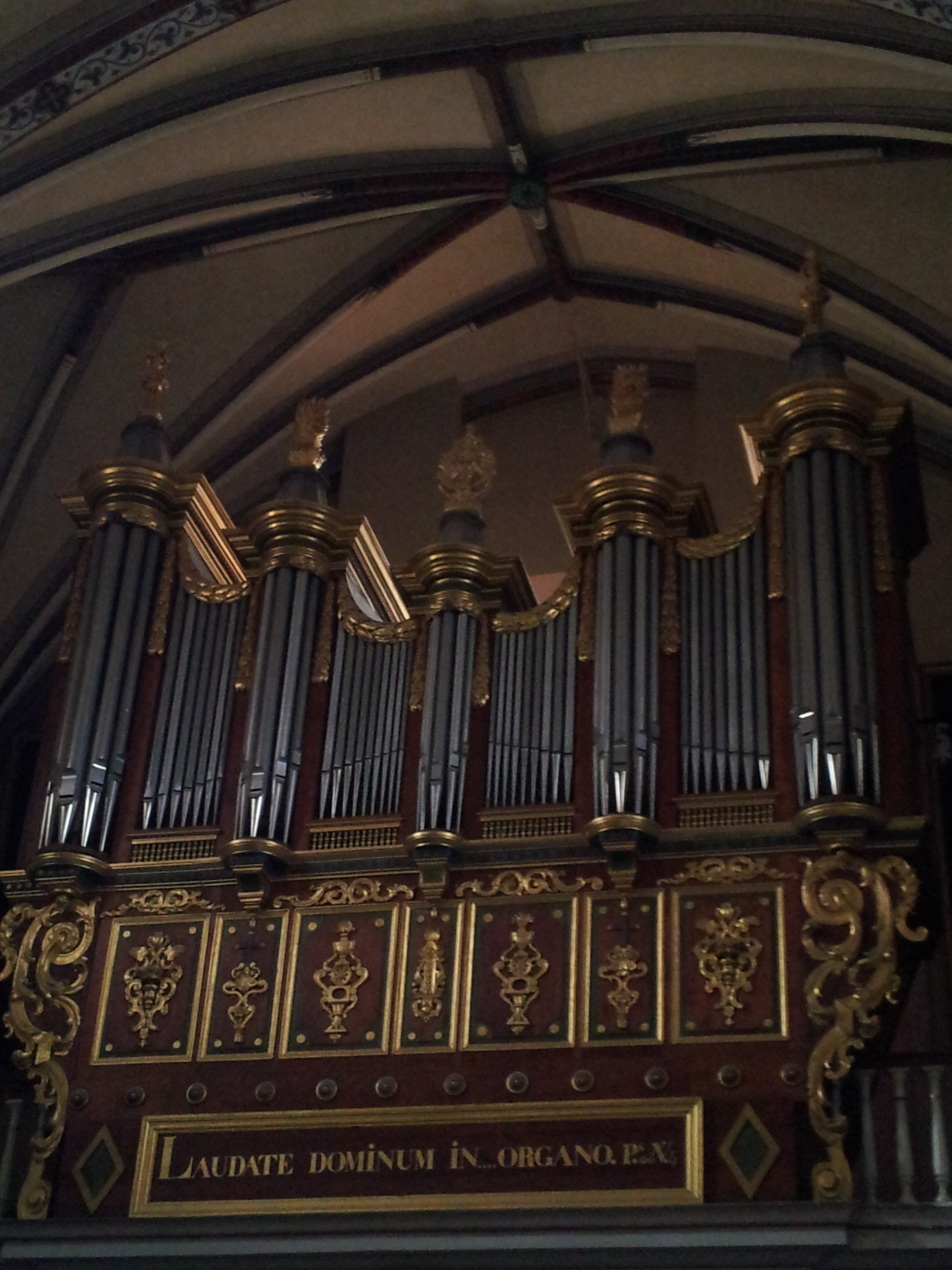
Église Saint-Jacques : orgue.
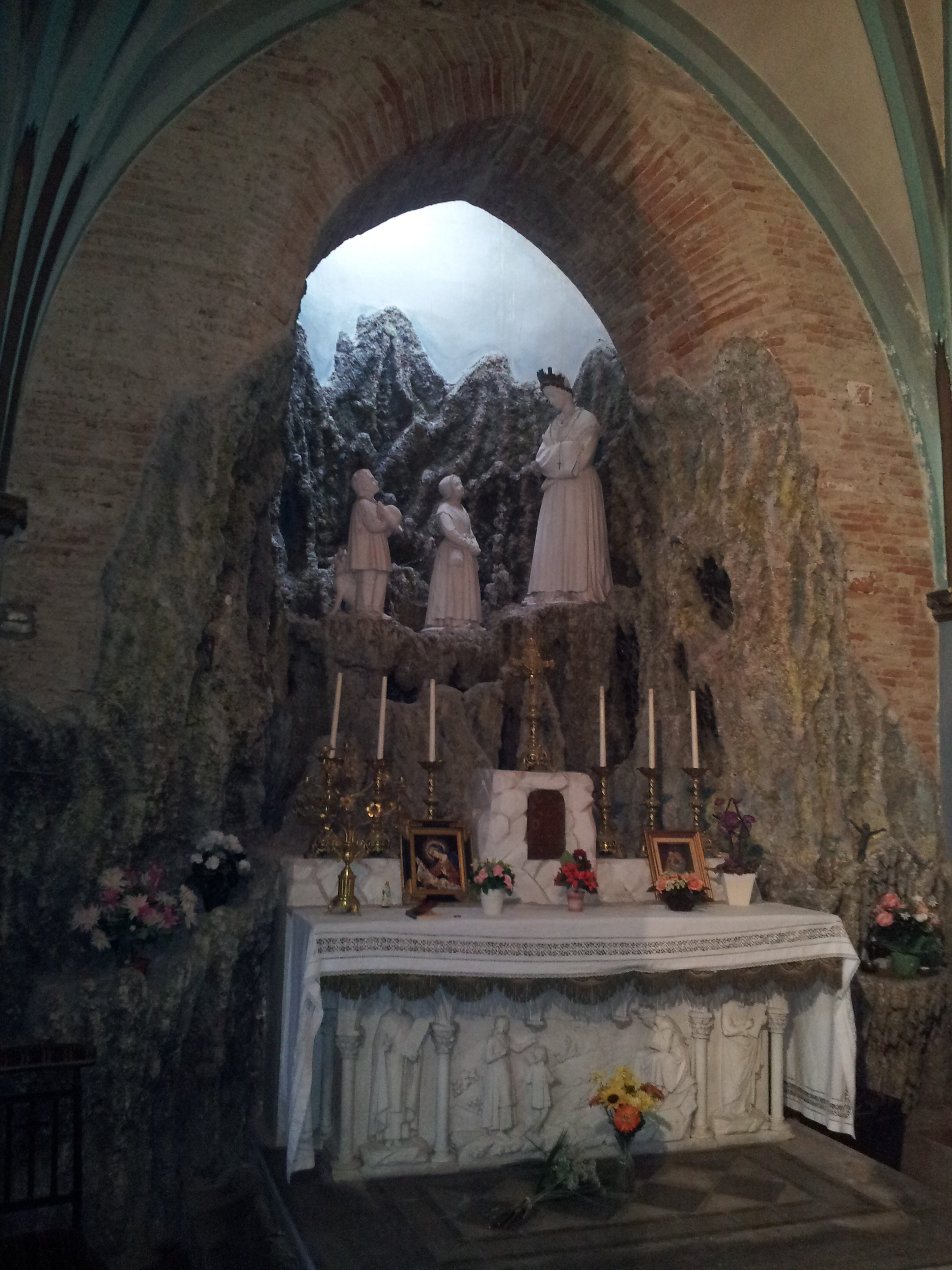
Église Saint-Jacques : chapelle Notre-Dame-de-Lourdes.

### Autres monuments et sites
- Domaine de Brioudes (domaine ayant appartenu à la famille Niel et devenu de nos jours une base de plein air et de loisirs).
- Statue du maréchal Niel.
- La chapelle Saint-Amans d'Estantens datant des XIIe et XIIIe siècles[66],[67].
- Chapelle Notre-Dame du Carmel de la Combe[68] (chapelle du Carmel de la Sainte Mère de Dieu)[69].
- Église Saint-Jean de Muret.
- Église Saint-Cassien d'Estantens.
- Église Saint-Martin d'Ox.
- Cimetière du Petit-Busc.
- Parc Jean Jaurès.
- Musée Clément-Ader
- Four de louge un parc avec circuit de randonnée, lac, tables de pique-nique, jeux sportifs, un terrain de pétanque,

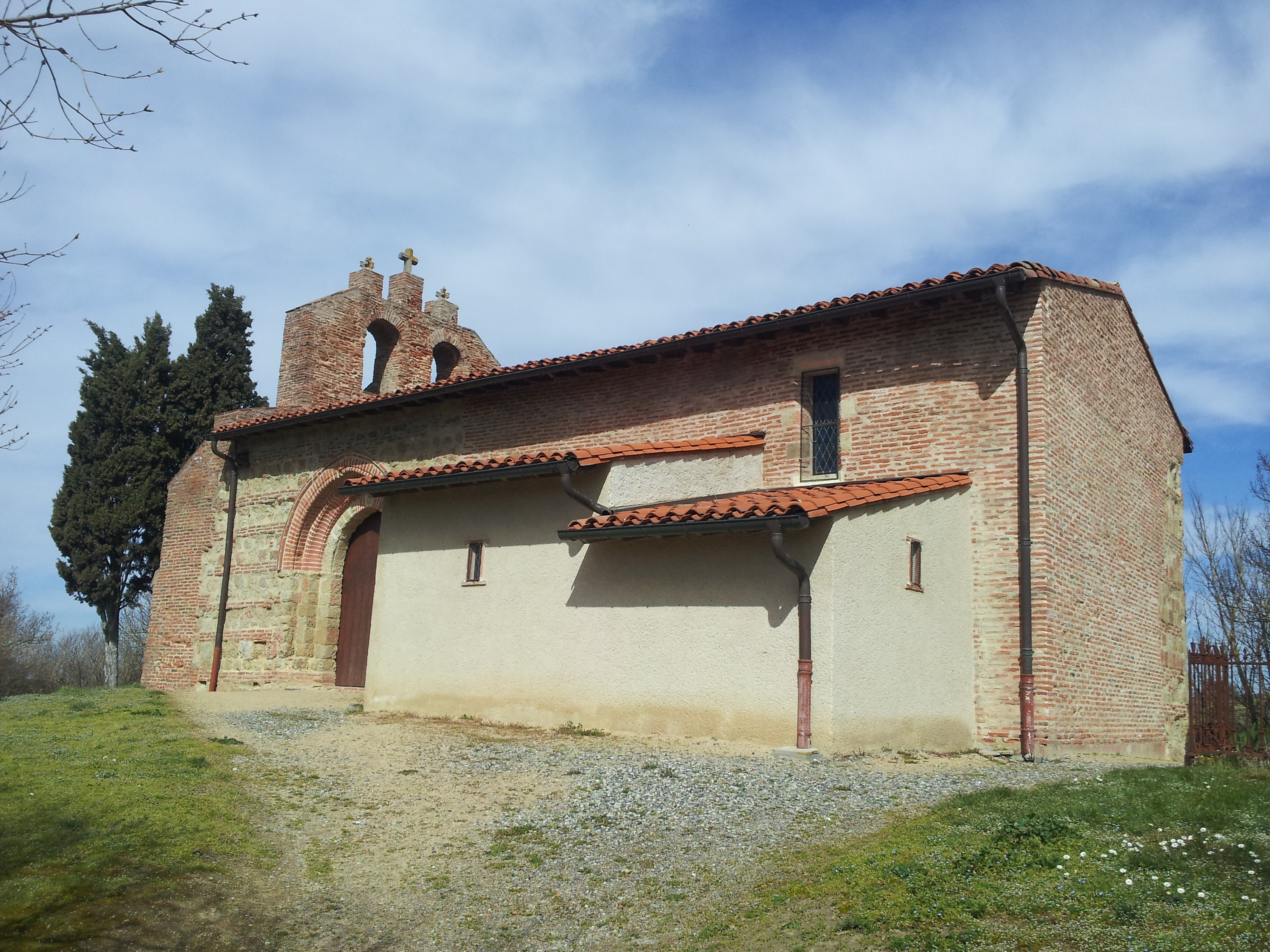
Chapelle de Saint-Amans d'Estantens, façade du sud.
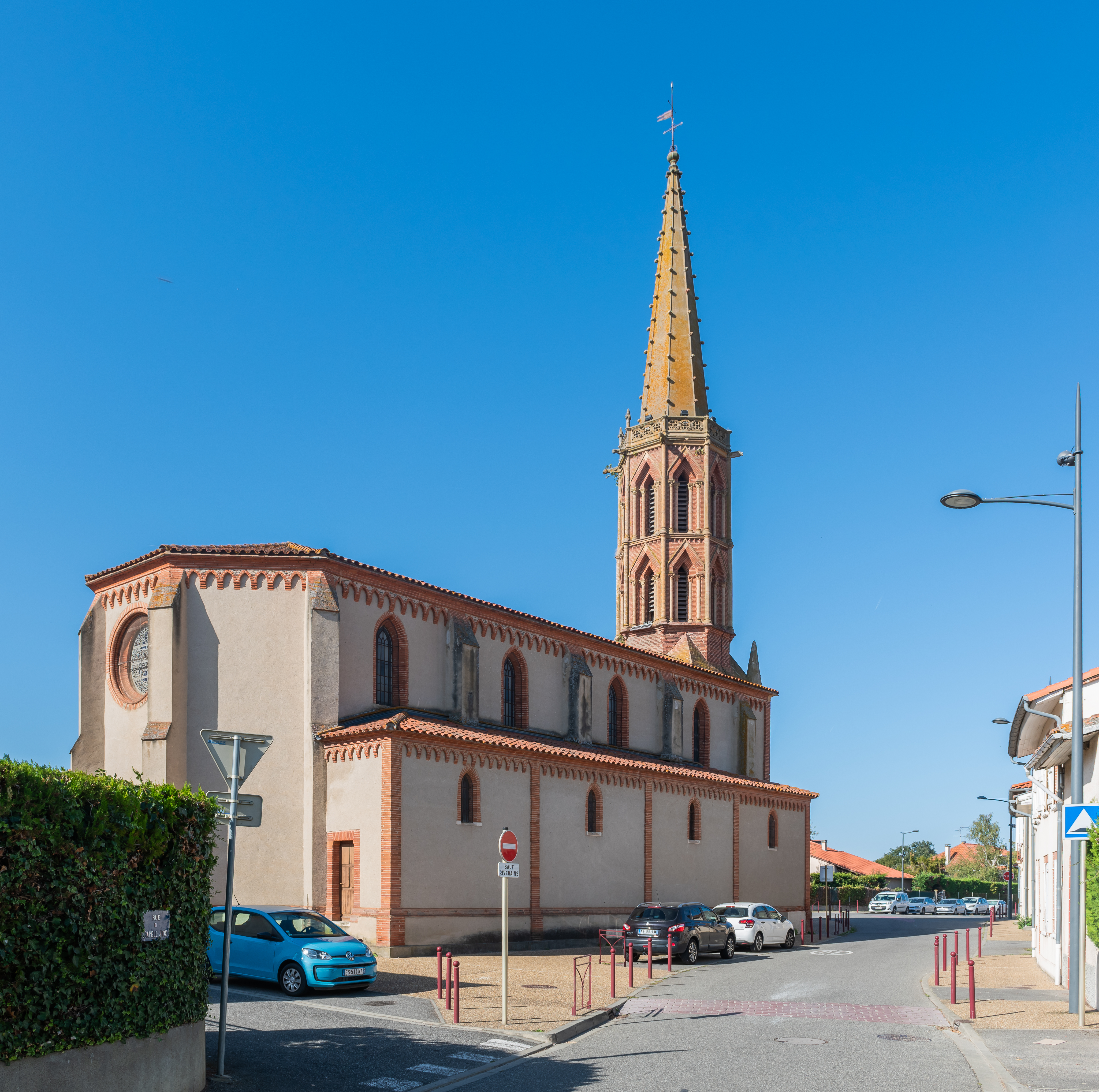
Église Saint-Martin d'Ox.

## Vie locale

### Service public
Muret possède une sous-préfecture, un service départemental d'incendie et de secours, une gendarmerie et un peloton motorisé, une poste, un centre des impôts, un centre de la DDE affecté à l'autoroute A64 et un office de tourisme

### Santé
La commune possède un centre hospitalier (gériatrie, handicap), une clinique polyvalente avec (IRM et un service de radio médicale) un centre communal d'action sociale, des maisons de retraite type Ehpad, un hôpital de jour, des laboratoires d'analyses médicales, des services d'ambulances, des infirmiers, des sages-femmes, des médecins généralistes, des professionnels de la rééducation, de l'appareillage, des pédicures-podologues, des dentistes, des pharmacies,

### Enseignement
Muret fait partie de l'académie de Toulouse.
L'éducation est assurée sur la commune de Muret de la crèche, en passant par l'école maternelle, l'école élémentaire et le collège jusqu'au lycée, et lycée technique le tout étant complémenté par la bibliothèque municipale et un centre aéré. La ville abrite également une antenne de l'École nationale de l'aviation civile.
- École Maternelle d'Ox.
- Groupes scolaires Le Barry, Elida Hugon, d'Estantens, Jean Mermoz, Pierre Fons, Saint-Exupéry et Vasconia.
- Collèges Bétance et Louisa Paulin.
- École et collège Privé Joseph Niel.
- Lycées Charles de Gaulle et Pierre d'Aragon.
- École Calandreta de Murèth (école immersive en occitan de la maternelle au CM2) EREA.

### Culture
Muret dispose de multiples dispositifs culturels.
- Médiathèque François-Mitterrand[72]
- Musée Clément-Ader[73]
- Cinéma[74]
- L'école municipale d'enseignement artistique Nicolas Dalayrac[75]
- Salle des fêtes d'Estantens, salle des fêtes d'Ox.
- Salle de spectacle Horizon Pyrénées de 3 385 places pour spectacles, concerts[76],[77]...

### Activités sportives

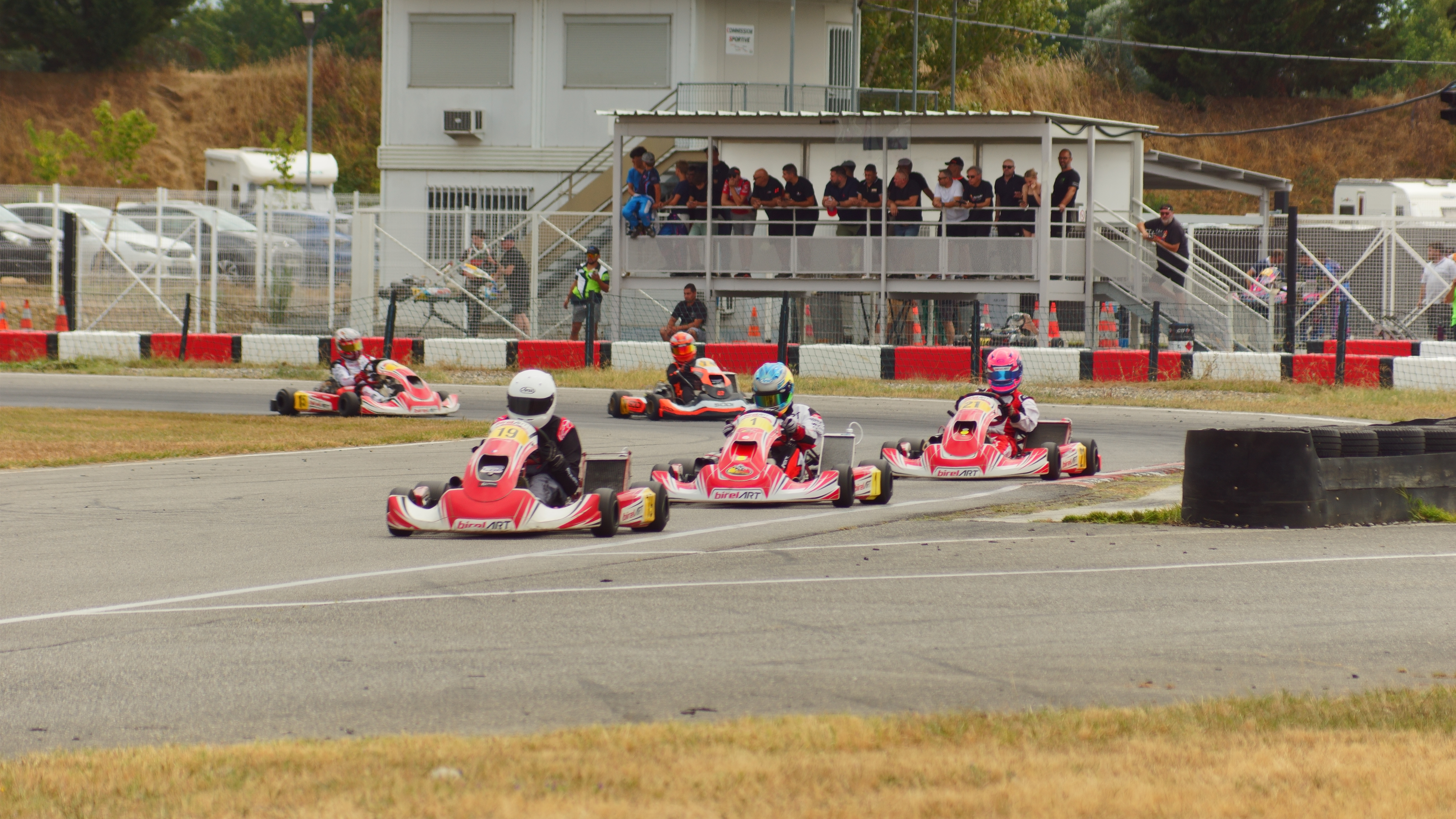
Course du Challenge J.C. Sanchez à Muret

Muret propose plus d'une centaine de manifestations sportives et de loisirs par an. Ses équipements sont multiples et variés : des gymnases, des terrains de tennis, une base de loisirs avec parcours de santé, deux lacs aménagés, un karting international, un aérodrome (aérodrome Clément Ader), une base de canoë-kayak, trois boulodromes, un skate parc, deux stand de tir, un vélodrome, un club hippique et Aqualudia, le centre aqualudique du Muretain avec ses six bassins intérieurs et extérieurs. Muret plage,
Muret compte plus de 50 associations sportives.
- Avenir muretain XV, devenu Rugby club muretain, club de rugby à XV évoluant en Fédérale 3.
- Compagnie d'Archers de Muret, club de tir à l'arc.
- Le CSSM- Club de Sauvetage et Secourisme Muretain
- AS Muret, club de football ayant évolué en National (3e division) et l'AS Muret féminines.
- Texman, club de bridge comptant 120 licenciés.
- Les championnats de France d'escrime 2014 ont eu lieu à Muret.
- Les Scorpions de Muret, équipe de football américain.

Tour de France 2015 : départ de la 13e étape.

Tour de France 2021 : départ de la 17e étape.

### Cultes

#### Catholique
La ville fait partie du secteur pastoral de Muret, qui comprend les paroisses de Saint-Jacques, Saint-Jean, et les paroisses des villages : Estantens, Ox, Le Fauga, Eaunes, St Hilaire.
Monsieur l'abbé Joseph Coltro est le curé-doyen de ce secteur pastoral. Il existe aussi sur la commune une communauté des Carmelites.

#### Protestant
L'association cultuelle de l'Église évangélique de Muret occupe des locaux situés au 12 chemin de la Pyramide, inaugurés en novembre 2012 après un an de travaux. Le pasteur est Bernard Gisquet.

#### Musulman
L’Association Franco-Musulmane Culturelle et Cultuelle de Muret (AFMCCM) acquiert en 2000 les locaux d'une ancienne serrurerie, rue Marclan, dans une zone industrielle au nord de Muret, pour fonder la mosquée de Muret. Nouvelle mosquée Grande Mosquée El-Badr.

#### Orthodoxe
Église orthodoxe : paroisse orthodoxe de la Nativité de la Mère de Dieu, (162 Avenue du Pic du Ger, 31600 Muret).

### Écologie et recyclage
La collecte et le traitement des déchets des ménages et des déchets assimilés ainsi que la protection et la mise en valeur de l'environnement se font dans le cadre de la communauté d'agglomération du Muretain.
Sur la commune il existe une déchèterie.

### Solidarité
La ville de Muret possède diverses associations aidant la population matériellement et immatériellement.

## Pour approfondir